# Varrains
Varrains település Franciaországban, Maine-et-Loire megyében. Lakosainak száma 1282 fő (2022. január 1.). Varrains Distré, Saumur és Bellevigne-les-Châteaux községekkel határos.

## Népesség
A település népessége az elmúlt években az alábbi módon változott:
| Lakosok száma | 1106 | 1203 | 1179 | 1188 | 1244 | 1231 | 1221 | 1218 | 1241 | 1282 |
|               | 1968 | 1982 | 1990 | 2006 | 2013 | 2015 | 2017 | 2019 | 2020 | 2022 |